# Head Injuries
Albums de Midnight Oil
Midnight Oil
(1978) Bird Noises (EP)
(1980)
Singles
1. Cold Cold Change
Sortie : octobre 1979
2. Back on the Borderline
Sortie : février 1980

Head Injuries est le second album du groupe de rock australien Midnight Oil sorti en octobre 1979.
Selon Hervé Picart dans le magazine Best, cet album est plus maîtrisé que le précédent ("Du Pub rock qui sent encore la bière dans laquelle il est né, et de la rouspète qui swingue déjà"). Il se classe à la 36e place des charts en Australie. Il est certifié disque de platine dans ce pays en 2014.

## Liste des titres
| 1. | Cold Cold Change         | - Rob Hirst - Jim Moginie                         | 3:29 |
| 2. | Section 5 (Bus to Bondi) | - Peter Garrett - Hirst - Moginie - Martin Rotsey | 3:04 |
| 3. | Naked Flame              | - Hirst - Moginie - Rotsey                        | 3:27 |
| 4. | Back on the Borderline   | - Garrett - Hirst - Andrew James                  | 3:09 |
| 5. | Koala Sprint             | - Garrett - Moginie - Rotsey                      | 5:12 |

| 1. | No Reaction   | - Hirst - Moginie - Rotsey           | 2:59 |
| 2. | Stand in Line | - Garrett - Hirst - Moginie - Rotsey | 4:48 |
| 3. | Profiteers    | - Hirst - Moginie - Rotsey           | 3:46 |
| 4. | Is It Now?    | - Garrett - Moginie                  | 4:20 |

## Composition du groupe
- Peter Garrett – chant
- Rob Hirst – batterie, chœurs
- Andrew James – basse, chœurs
- Jim Moginie – guitare, claviers
- Martin Rotsey – guitare

## Certifications
| Pays             | Certification | Unités certifiées |
| ---------------- | ------------- | ----------------- |
| Australie (ARIA) | Platine       | 70 000            |